# Euprosopia nobilis
Euprosopia nobilis är en tvåvingeart som beskrevs av Frey 1930. Euprosopia nobilis ingår i släktet Euprosopia och familjen bredmunsflugor. Inga underarter finns listade i Catalogue of Life.